# Kloster Maria Friedenshort
Das Kloster Maria Friedenshort, offiziell „einfaches Priorat der seligen Jungfrau Maria von Neuzelle“ (lateinisch Prioratus simplex Beatæ Mariæ Virginis Nuovæ Cellæ), ist ein vom Stift Heiligenkreuz abhängiges Zisterzienserpriorat, das auf die Initiative des Görlitzer Bischofs Wolfgang Ipolt am 2. September 2018 kanonisch errichtet wurde. Nach anfänglichen Bemühungen, das neue Kloster im historischen Kloster Neuzelle zu etablieren, wird ein neues Kloster im Neuzeller Ortsteil Treppeln errichtet, da das historische Klostergelände samt allen klösterlichen Anlagen im Besitz der staatlichen Stiftung Stift Neuzelle ist. Voraussichtlicher Baubeginn ist 2026.
Seit 2023 ist der Bernhardshof, welcher sich ebenfalls in Treppeln befindet, im Besitz des Klosters. Mittlerweile wird dieser zu einem provisorischen Kloster umgebaut, das voraussichtlich 2025 bezogen werden soll. Sobald die Zisterziensermönche in das eigentliche Kloster Maria Friedenshort ziehen, soll dieser als Gästehof des Klosters genutzt werden.
Derzeitiger Prior des Klosters ist Pater Simeon Wester OCist. Der Konvent bestand anfangs aus 6 Mönchen. Mittlerweile sind es 8 Mönche und zwei weitere Novizen, die in Heiligenkreuz zur Ausbildung leben. Neben dem Zisterzienserkonvent bestehen vor Ort seit 2022 Niederlassungen der Dienerinnen vom Heiligen Blut und seit 2024 der Thuiner Franziskanerinnen.
Die Stiftskirche St. Marien in Neuzelle ist Marienwallfahrtskirche des Bistums Görlitz und Ort einiger anderer überregionaler Veranstaltungen. Die Zisterzienser übernehmen sowohl die Pfarr- als auch die Wallfahrtsseelsorge in Neuzelle.

## Geschichte

### Ursprüngliche Ordensniederlassung

#### Geschichte des historischen Neuzeller Klosters (1268 bis heute)
Das historische Kloster Neuzelle wurde als Zisterzienser-Abtei am 12. Oktober 1268 von Heinrich dem Erlauchten gegründet und von Mönchen des Klosters Altzella besiedelt. Das Kloster wurde auf einem Odersporn erbaut. Slawische Stämme hatten sich bereits vorher an diesem Ort angesiedelt. 1280 kamen die ersten Mönche nach Neuzelle. 1330 wurde dann die erste Klosteranlage bezogen. Das Kloster war sehr wirtschaftsstark und konnte so seinen Grundbesitz von anfänglichen 8 Dörfern auf 28 im Jahr 1372 ausbauen. 1429 drang ein böhmisches Heer, welche die Lehre von Jan Hus verbreiten wollte, in die Niederlausitz ein und zerstörte unter anderem das Kloster Neuzelle. Die Mönche weigerten sich, sich zu bekehren und wurden subsequent gemartert. Die gemarterten Mönche, aber vor allem Abt Petrus I., werden als Selige verehrt. Im 16. Jahrhundert konnte Abt Nikolaus III. eine mögliche Verpfändung und Auflösung des Klosters abwenden. Während der Reformation wurde ein Großteil des Gebietes evangelisch. 1547 lebten 35 Mönche im Kloster, 1585 waren es nur noch 10. Im Dreißigjährigen Krieg wurde das Kloster und sein Grundbesitz geplündert und zerstört. Das Kloster fiel nach Ende des Krieges an den Kurfürsten von Sachsen, durfte allerdings weiterbestehen. Während des Barocks war der Klosteralltag geregelter. In dieser Zeit wurde die Stiftskirche aufwendig erweitert und ausgebaut. Nach dem Wiener Kongress fiel das Kloster an Preußen und das Kloster wurde durch Kabinettsorder vom 8. Februar 1817 aufgelöst. Das Eigentum ging in eine staatliche Stiftung über. In der Zwischenzeit wurde das Klostergelände als preußische Schule, NPEA-Schule, DDR-Lehrerbildungsstätte und katholisches Priesterseminar genutzt. Aus dem Priesterseminar gingen 860 Priester, 11 Bischöfe und 3 Kardinäle hervor. Heute befindet sich das Kloster sowie der Landbesitz in der Hand der staatlichen Stiftung Stift Neuzelle, die dem Brandenburger Innenministerium untergeordnet ist.

#### Bestrebungen der Errichtung einer Ordensniederlassung (1993 – 2018)
Die beiden Bischöfe von Görlitz, Bernhard Huhn und Rudolf Müller, bemühten sich seit der Schließung des katholischen Priesterseminars in Neuzelle seit den 1990er Jahren um eine neue Ordensniederlassung in Neuzelle. Seit 1993 entstand demnach eine Niederlassung der Armen Dienstmägde Jesu Christi in Neuzelle, die aus drei Schwestern bestand. Diese Gemeinschaft wurde durch Entscheidung der Ordensverwaltung mit Zustimmung des Görlitzer Bischofs, zu dieser Zeit Konrad Zdarsa, zum 31. Juli 2009 aufgelöst. Darauffolgend gab es länger keine Ordensniederlassung mehr in Neuzelle. Im Jahr 2018 schrieb Markus Kremser für das Domradio im Bezug auf die Neugründung der Zisterzienser: „Wenn das neue Zisterzienser-Kloster nun möglicherweise in die ehemaligen Räume des Priesterseminars einzieht, wäre das der Abschluss jahrzehntelanger Bestrebungen“.

### Heutige Ordensniederlassung

#### Phase der Neugründung (2014 – 2018)

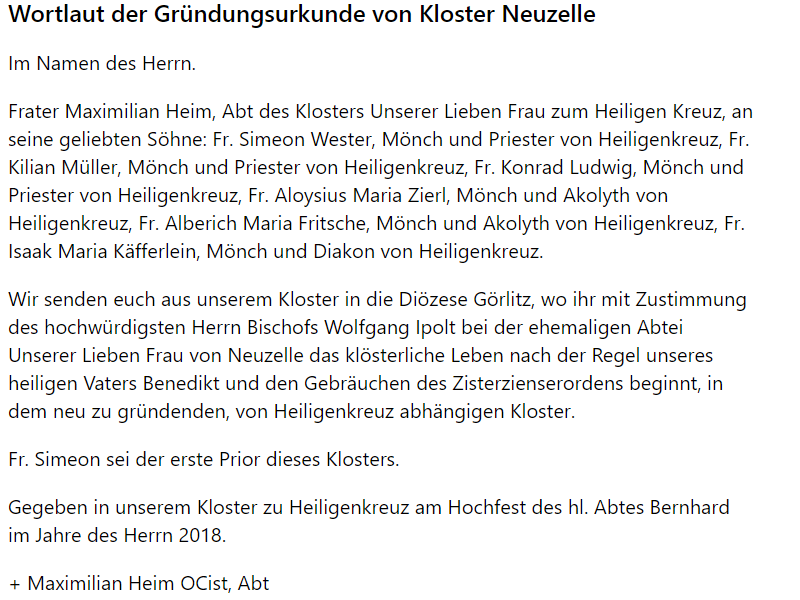
Abschrift der Gründungsurkunde des Klosters Neuzelle vom 2. September 2018

Die Anfrage des Görlitzer Bischofs Wolfgang Ipolt aus dem Jahr 2014 beim österreichischen Kloster Heiligenkreuz hinsichtlich einer möglichen Wiederbesiedelung des Klosters Neuzelle wurde vom Abt des Klosters zunächst abgelehnt. Nach einer erneuten Anfrage im Juli 2015 stimmte der Abt einer Prüfung des Vorhabens zu.
Im März 2016 besuchten einige Vertreter, unter ihnen Ipolt, das Stift Heiligenkreuz für Gespräche. Dabei wurden Besuchstermine der Mönche in Neuzelle vereinbart und die Abstimmung über die Wiederbesiedelung auf den Herbst festgelegt. Im Juli fand ein Probekonvent von vier Brüdern statt. Im selben Monat wurde ein von Wolfgang Ipolt verfasstes Gebet freigegeben und veröffentlicht. Es wird von den Mönchen von Heiligenkreuz täglich im Anschluss an die Non gebetet. Am 10. November 2016 votierte der Konvent des Stiftes Heiligenkreuz für eine Prüfung der Wiederbesiedelung. Am 11. Dezember 2016 konstituierte sich der Förderverein des Klosters. Im Januar 2017 fanden Besuche und Begehungen der historischen Gebäude statt. Am 27. August desselben Jahres wurden die ersten vier Mönche vor dem Pfarrhaus in Neuzelle empfangen.
Am 7. Januar 2018 übernahm Ministerpräsident Dietmar Woidke die Schirmherrschaft über die Feierlichkeiten zur 750-Jahr-Feier der Gründung und begrüßte die Wiederansiedelung der Zisterzienser. Am 20. August 2018 wurden die sechs Gründermönche von Heiligenkreuz aus entsendet. Am 2. September 2018 folgte während der Bistumswallfahrt nach Neuzelle die kanonische Errichtung des Priorats. Es steht in Abhängigkeit des österreichischen Stift Heiligenkreuz und gehört zur Österreichischen Zisterzienserkongregation.
Der ursprüngliche Plan des Görlitzer Bischofs war es, das neue Kloster im historischen Kloster Neuzelle anzusiedeln. Es war hierbei vorgesehen, dass die Mönche im ehemaligen Kanzleigebäude unterkommen. Allerdings gehört das gesamte historische Klostergelände als Teil einer staatlichen Stiftung der Stiftung Stift Neuzelle, die dem Ministerium des Innern und für Kommunales des Landes Brandenburg unterstellt ist. Diese Stiftung existiert seit 1996 und hatte seit der deutschen Wiedervereinigung mit Geldern im zweistelligen Millionenbereich das Kloster Neuzelle restauriert. Diese Arbeiten dauern teilweise bis heute an. Die Stiftung wollte keine Teile des Klosters verkaufen. Die sonstigen Räumlichkeiten werden von ihr vermietet. Man wollte diese Mietverträge auch nicht aufkündigen. Demnach kommen die Mönche zunächst provisorisch im katholischen Pfarrhaus, der ehemaligen Sommerabtei, unter und planen einen Neubau. Auf dem ehemaligen Stiftsgelände befinden sich neben der katholischen und evangelischen Pfarrgemeinde auch Museen und Schulen. Das Land Brandenburg investiert bis heute viel Geld in die Klosteranlage. So waren im Haushalt 2017/2018 rund 1,9 Millionen Euro für Investitionen in die Klosterstiftung zur Verfügung gestellt. Zu Beginn gab es Pläne, die Mönche im ehemaligen Klausurgebäude unterzubringen. Dafür gab es Gespräche zwischen den Mönchen und der Brandenburger Wissenschaftsministerin Martina Münch. Der Görlitzer Bischof gab weiterhin bekannt, er wolle eine eigene Stiftung für das Klostergelände errichten.

#### Anfängliche Entwicklungen (seit 2018)
Im November 2018 fanden Gespräche zwischen dem Bürgermeister Dietmar Baesler, den Mönchen und der Bürgerschaft statt. Ein Neubau in der ehemaligen Ministerium-für-Staatssicherheit-Liegenschaft Forsthaus Treppeln sollte geprüft werden.
Da den Mönchen das Neuzeller Kloster durch die Touristen zu unruhig geworden sei, wie der Prior in einem Presse-Interview bekannt gab, und es keine Entfaltungsmöglichkeiten auf dem historischen Klosterareal gab, wie beispielsweise für Klosterbesucher auf Zeit, sollte in Treppeln ein neues Kloster errichtet werden. Das Brandenburger Kultusministerium hatte den Verkauf der MfS-Liegenschaft bestätigt. Um die baulichen Gegebenheiten an die Bedürfnisse der Mönche anzupassen, müssten alle vorher auf dem Gelände befindlichen Gebäude abgerissen werden. Nach Fertigstellung des neuen Klosters wollen die Mönche das historische Kloster Neuzelle dennoch nicht verlassen und werden weiterhin die Seelsorge der Pfarrei übernehmen sowie die Wallfahrtsseelsorge und den Wallfahrtsort betreuen.
Im November 2020 bestätigte die Stiftung das Kaufangebot über die Liegenschaft Forsthaus Treppeln, welches Ende November 2020 in Fürstenberg (Oder) notariell beurkundet wurde. Am 24. Januar 2022 wurde ein Holzkreuz auf dem höchsten Punkt des Kerngeländes errichtet, kurz darauf erfolgte die Segnung durch Jean-Claude Kardinal Hollerich. Danach wurden 27 ruinierte Gebäude auf einem 17 ha großen Gelände abgerissen. Am 8. Oktober 2022 besuchte der Apostolische Nuntius in Deutschland, Erzbischof Nikola Eterović, das Kloster Maria Friedenshort, besichtigte den Ort des Klosterneubaus und spendete den Apostolischen Segen.
Seit Juli 2022 besteht ein Konvent der Dienerinnen vom Heiligen Blut in Neuzelle. Die Schwestern arbeiten vor allem in der Pfarrseelsorge mit und helfen in der Betreuung der Kindertagesstätte, halten zudem eigene Veranstaltungen wie beispielsweise die wöchentlich stattfindenden Blut-Christi-Rosenkränze und Herz-Mariä-Sühne-Samstag sowie einmal monatlich eine Nachtanbetung ab.
Nach Abschluss der Abrissarbeiten fand am 30. September 2023 die Schlüsselübergabe auf dem neuen Klostergelände statt, wobei auch der erste Plan unter der Leitung von Architektin Tatiana Bilbao für das Kloster Maria Friedenshort vorgestellt wurde. Grundmaterialien des neuen Klosters sollen vor allem Stein und Holz sein. Unter den 450 Gästen dieser Schlüsselübergabe waren unter anderem Abt Maximilian Heim, Bischof Wolfgang Ipolt und Staatssekretär Tobias Dünow. Der Baubeginn der Klosterkirche ist für das Jahr 2026 geplant. Ebenfalls 2023 wurde der Bernhardshof erworben, der wegen der nicht mehr ausreichenden Wohnsituation im katholischen Pfarrhaus in Neuzelle zu einem provisorischen Kloster umgebaut wird und voraussichtlich 2025 beziehbar sein wird. Im April 2024 kam es zur Vertragsunterzeichnung mit der Flächenagentur Brandenburg in Bezug auf den Waldausgleich.
Ende Oktober 2024 trafen zwei Thuiner Franziskanerinnen in Neuzelle ein., die vorerst für ein Jahr mitarbeiten sollen. Im Rahmen des Heiligen Jahres 2025 erklärte Bischof Ipolt die Stiftskirche Neuzelle, neben der Kathedrale St. Jakobus, zu offiziellen Pilgerkirchen des Bistums Görlitz. Die Eröffnung der Kirchen zu diesem Anlass geschah am 29. Dezember 2024, dem Fest der Heiligen Familie.

## Gebäude

### Historische Stiftsgebäude

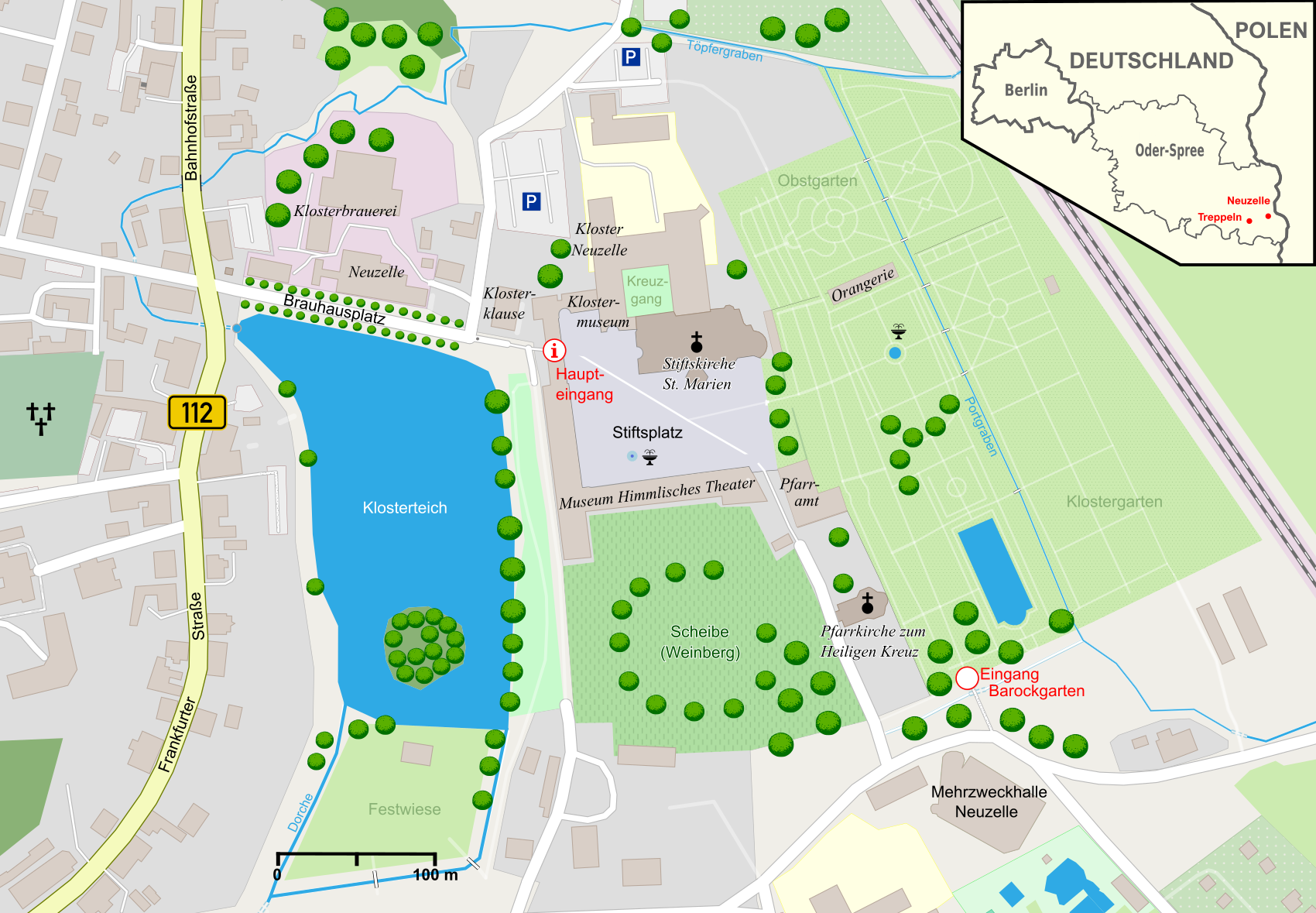
Lagekarte des Klosters Neuzelle und Lage der beiden Klöster in Neuzelle und Treppeln; im Pfarramt befindet sich das provisorische Kloster

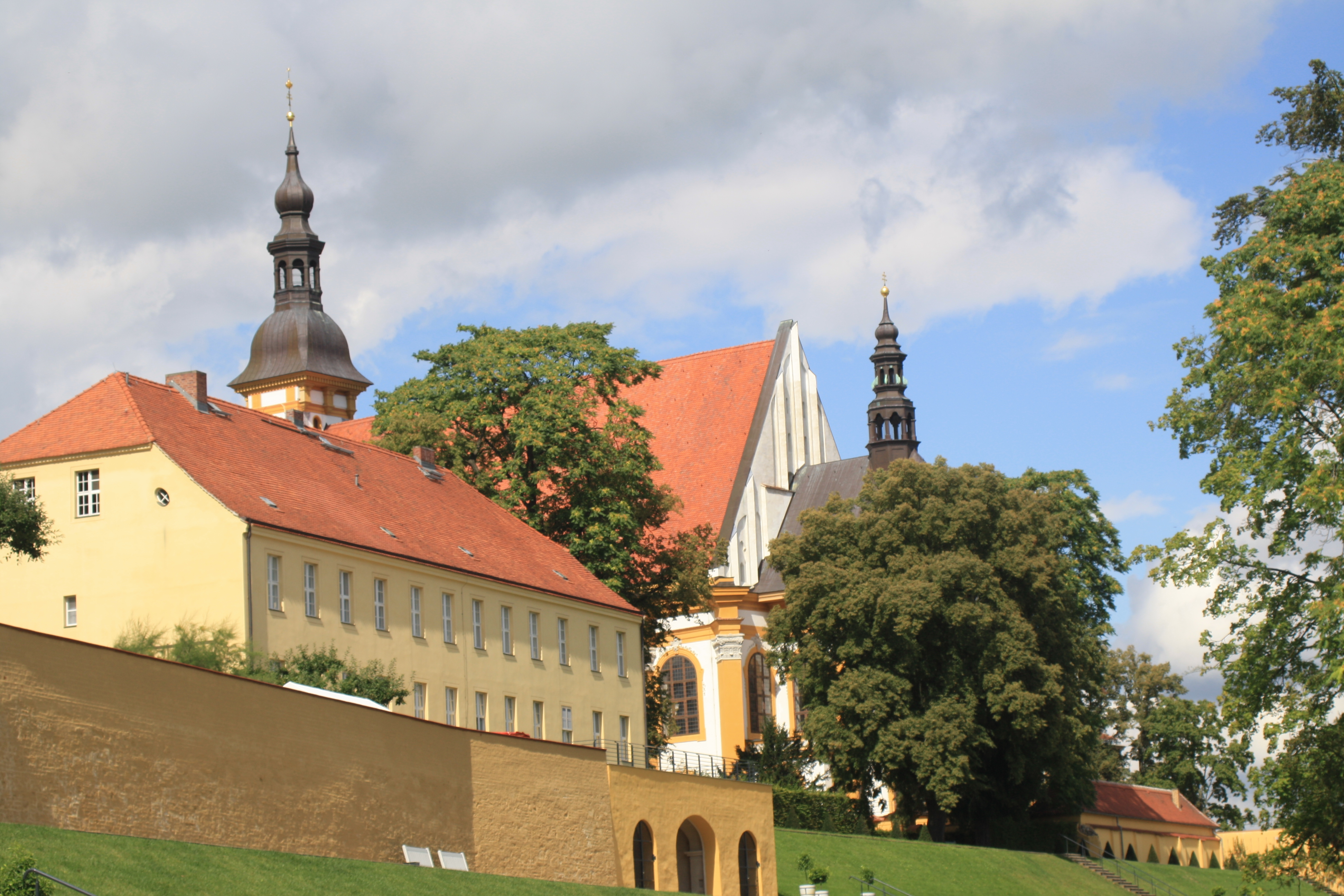
Blick auf das historische Kloster vom Klostergarten aus; links im Bild das katholische Pfarrhaus

Die historischen Stiftsgebäude samt aller ehemaligen Klosteranlagen (Forstwirtschaft usw.) werden von der staatlichen Stiftung Stift Neuzelle verwaltet. Das Priorat ist Mieterin im katholischen Pfarrhaus Neuzelle, welches sich auf dem Stiftsgelände befindet. Es gab die Überlegung, dass das neue Kloster in den Räumlichkeiten der ehemaligen Kanzlei des Klosters, welche derzeit renoviert wird (Stand 7/2024), unterkommt. Die Stiftung wollte allerdings keine Teile des Stiftgeländes verkaufen und eine Mietung der Räumlichkeiten war aufgrund des Ruhewunsches der Mönche und des Fehlens eines nutzbaren Kreuzgangs nicht möglich. Weiterhin war es auch wegen der stabilitas loci nicht möglich, da es in dem Sinne kein fester Wohnsitz wäre, hätte man dieses Gebäude nur gemietet.

### Kloster Maria Friedenshort

#### Geschichte der Räumlichkeit
Der Abt von Heiligenkreuz, Maximilian Heim OCist, gab dem neuen Kloster den Namen „Maria Mutter Friedenshort“. Dies geschah in Anlehnung an das Neuzeller Wallfahrtslied. Die Mönchsgemeinschaft bewohnt nicht die historischen Gebäude. Anfangs kam sie im Pfarrhaus in Neuzelle und einigen anderen Räumlichkeiten außerhalb des historischen Klosters unter. Inzwischen lassen sie einen Neubau im 8 km entfernten Treppeln auf einer ehemaligen Stasi-Liegenschaft errichten, die mit der historischen Klosteranlage Neuzelle durch einen „Emmaus-Weg“ verbunden ist. Die Liegenschaft des Ministeriums für Staatssicherheit wurde früher zu Rekreation von seinen Mitarbeitern genutzt und war nach dem Fall der Mauern ungenutzt. Das Anwesen fiel in die Verwaltung der staatlichen Stiftung Stift Neuzelle, die sich seitdem um eine Nachnutzung bemühte. Im März 2021 stimmte das Brandenburger Ministerium der Finanzen und für Europa dem notariellen Kaufangebot zu. Im März 2022 begannen die Abrissarbeiten auf dem Stasi-Gelände, die bis August 2023 abgeschlossen wurden.

#### Bauliche Tätigkeit und Planung
Der Baubeginn soll 2026 sein, und das Kloster wird in mehreren Phasen errichtet. Der erste Bauabschnitt beinhaltet die Klosterkirche, einen Kreuzgang und die Klausurgebäude mit dem Wohnbereich der Mönche. Beim zweiten Bauabschnitt geht es um eine Gebäude mit Kapelle am Eingang der neuen Klosteranlage. Es soll den Klosterladen, einen Gasthof und die Rezeption aufnehmen. Im Obergeschoss werden die Werkstätten der Mönche untergebracht. Der dritte Bauabschnitt umfasst ein Jugendkloster, welches eine Herberge für Schulklassen und Jugendgruppen sein soll. Die Architektin des Klosters ist Tatiana Bilbao. Sie arbeitet mit den Architekturbüros Dogma und MAIO zusammen.

### Bernhardshof
Der Bernhardshof, der im August 2023 vom Kloster erworben wurde, ist ein ehemaliger Bauernhof im Neuzeller Ortsteil Treppeln, welcher aus vier Gebäuden besteht. Er wird zurzeit in ein provisorisches Kloster umgebaut. Das ehemalige Wohngebäude sowie der ehemalige Schweinestall sollen zum Arbeiten genutzt werden und das Refektorium aufnehmen. Die ehemalige Scheune soll zur Kapelle umfunktioniert und umgebaut werden. Die Holzscheune soll abgerissen und an ihrer Stelle ein neues Gebäude für die Wohnräume der Mönche und andere Aufenthaltsräume gebaut werden. Zwischen den drei Gebäuden soll dann ein Kreuzgang errichtet werden. Das Gelände des Bernhardshofs soll weiterhin auch für wirtschaftliche Zwecke des Klosters genutzt werden sowie für die Nahrungsbeschaffung der Mönche. Angeschlossen sind auch 2500 m² Ackerfläche. Nach Vollendung des Klosterbaus soll der Bernhardshof vor allem als Gästehaus des Klosters genutzt werden. Voraussichtlich sollen die Mönche 2025 in den Bernhardshof einziehen. Der Bernhardshof ist für 14 Mönche ausgelegt.

## Das Priorat

### Der Konvent

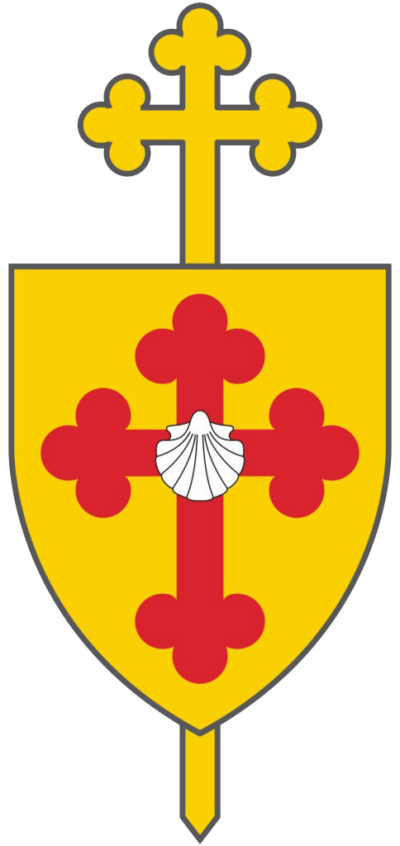
Wappen des Klosters Maria Friedenshort

#### Wappen und Name
Das Priorat trägt den lateinischen Titel Prioratus simplex Beatæ Mariæ Virginis Nuovæ Cellæ (deutsch: Einfaches Priorat der Seligen Jungfrau Maria von Neuzelle). Das Neuzeller Priorat untersteht dem Patrozinium der Gottesmutter Maria. Sie gibt auch ihren Namen für das Kloster Maria Friedenshort, das in Anlehnung an das Neuzeller Wallfahrtslied benannt wurde. Sowohl mit der Benennung des neuen Klosters als auch mit der des Priorates wurde bewusst Bezug auf das historische Kloster Neuzelle genommen, das wie alle Zisterzienserklöster unter dem Patrozinium der Gottesmutter Maria stand.
Das Wappen des Neuzeller Priorats hat sich die Klostergemeinschaft mit der Gründung am 2. September 2018 selber verliehen. Es wurde mit der Unterstützung des Heraldikers Rudolf Werner Mader zu Herbede erstellt. Die Beschreibung des Wappens lautet wie folgt: „In Gold ein rotes Kleeblattkreuz, belegt mit einer silbernen Jakobsmuschel. Der Schild ist hinterlegt mit einem goldenen Vortrage-Kleeblattkreuz“.
Bereits die Äbte des Klosters Neuzelle trugen das Kreuz mit Kleeblattenden in ihrem Wappen. Demnach spiegelt dieses Zeichen die Verbindung zum historischen Kloster wider. Die Jakobsmuschel lässt verschiedene Bezüge erkennen. Zunächst gilt es als Attribut des Apostels Jakobus des Älteren und der Pilgerschaft der Christen auf Erden. Andererseits weist es auf Bischof Ipolt hin, den Initiator der Klostergründung, der diese Muschel auch im Wappen trägt. Die Form des Schildes sowie die Farbwahl spiegeln die Verbundenheit zum Mutterkloster Heiligenkreuz wider, da diese identisch sind.

#### Die Mönche und innere Organisation
Das Kloster Maria Friedenshort ist ein Priorat des Stifts Heiligenkreuz, also ein abhängiges Kloster der niederösterreichischen Abtei. Es gehört wie sein Mutterkloster zur Österreichischen Zisterzienserkongregation. Demnach untersteht das Kloster kirchenrechtlich immer noch der Abt des Stifts Heiligenkreuz Maximilian Heim. Der Obere, also der Prior, des Priorats ist Pater Simeon Wester OCist, Subprior ist Pater Kilian Müller OCist. Pater Konrad Ludwig, einer der Mönche des Klosters, ist zudem Teil einer internationalen Arbeitsgruppe aus Mönchen und Nonnen des Zisterzienserordens, die an einer Neuausgabe des Zisterzienserbreviers arbeiten.
Am 22. Mai 2021 wurde Pater Alberich von Bischof Wolfgang Ipolt in der Stiftskirche Neuzelle zum Priester geweiht. Er war der erste Priester seit 1967 und der erste Zisterzienser seit über 250 Jahren, der hier dieses Sakrament empfing. Er ist an der St. Florian Stiftung beschäftigt, die dem Neuzeller Pfarrer unterstellt ist.
Der Probekonvent im Jahr 2017 bestand aus 4 Mönchen mit ewiger Profess, von denen nur noch Pater Prior Simeon und Pater Kilian Teil des Neuzeller Konvents sind. Zur Gründung 2018 bestand der Konvent aus 6 Mönchen mit ewiger Profess. Die Anzahl an Mönchen steigerte sich bis 2024 auf 7 mit ewiger Profess und einem mit zeitlicher Profess. Dazu kommt noch ein Novize. Die Ausbildung der Konventsmitglieder geschieht in Heiligenkreuz und an der Philosophisch-Theologischen Hochschule Benedikt XVI.

### Tätigkeiten der Mönche

#### Seelsorgerische Tätigkeiten

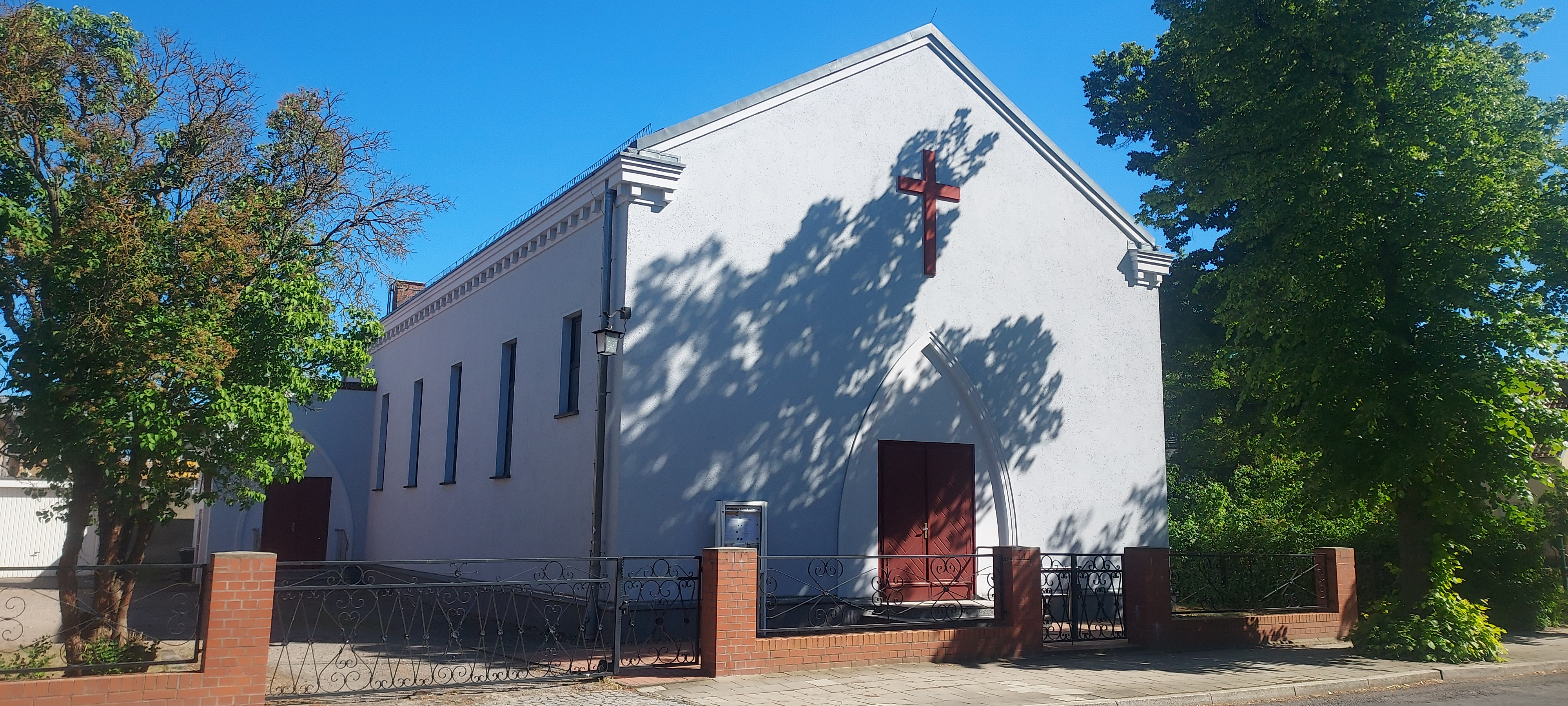
Herz-Jesu-Kirche in Fürstenberg (Oder)

2019 übernahm Pater Prior Simeon Wester das Amt des Pfarrers von Neuzelle von Domkapitular Ansgar Florian. Am 1. September dieses Jahres wurde die Pfarrei Eisenhüttenstadt mit der Pfarrei Neuzelle zusammengelegt, die fortan die Pfarrei Beata Maria Virgo Neuzelle bilden. Im April 2023 fand ein erneuter Wechsel in der Pfarrseelsorge statt. Fortan ist Pater Isaak der Pfarradministrator der Pfarrei Neuzelle; Pater Niklaus wurde zum Kaplan. Die Pfarrei umfasst die Ortschaften Neuzelle und Eisenhüttenstadt mit drei Kirchen: die Klosterkirche Neuzelle, Kirche Heiligstes Herz Jesu in Fürstenberg (Oder) und die Kirche Heilig Kreuz in Schönfließ. Das gesamte Gebiet der Pfarrei umfasst 35 Städte, Orte und Ortschaften. Weiterhin gehören zwei Kapellen in Neuzelle dazu: die „schiefe Kapelle“ am Klosterteich (Ecke Bahnhofstraße/Brauhausplatz) und die Kapelle in der Sankt-Florian-Stiftung. Sie liegt im Dekanat Cottbus-Neuzelle des Bistums Görlitz. Die Pfarrei ist Trägerin der Katholischen Kindertagesstätte in Neuzelle. Außerdem erteilen Mönche des Klosters Religionsunterricht. Schwestern der Dienerinnen vom Heiligen Blut sind in der Pfarrseelsorge und in der Kindertagesstätte tätig.
Weiterhin sind die Mönche des Klosters teilweise seelsorgerische Aufgaben in der Pfarrei St. Trinitas Guben tätig. Unter die Jurisdiktion der Pfarrei Guben fällt die Kirche St. Trinitas in Guben. Die Pfarrei gehört wie die Pfarrei Beata Maria Virgo Neuzelle zum Dekanat Cottbus-Neuzelle des Bistums Görlitz. Seit dem September 2024 übernehmen sie zudem Messvertretungen für den Ortspfarrer.
Zudem sind die Mönche des Klosters Neuzelle die Wallfahrtseelsorge verantwortlich. Pater Alberich Maria Fritsche OCist ist dafür der Verantwortliche für die Wallfahrtsseelsorge in Neuzelle. Auch nachdem das neue Kloster Maria Friedenshort fertig gestellt worden ist, werden die Mönche weiterhin die Wallfahrts- und Pfarrseelsorge in Neuzelle übernehmen.
Auf der Ebene des Bistums Görlitz wurde Pater Isaak Maria Käfferlein OCist 2022 zum Präses des Bundes der deutschen katholischen Jugend (BdkJ) im Bistum Görlitz gewählt. Auf ihn folgte im November 2024 Pater Niklaus als Diözesanpräses des Bundes der deutschen katholischen Jugend im Bistum Görlitz.

#### Soziale Netzwerke
Livestreams von Messen und besonderen Gebete (zum Beispiel Rosenkranz) aus der Stiftskirche Neuzelle werden auf dem YouTube-Kanal des Klosters sowie teilweise beim Fernsehsender K-TV und auf dessen YouTube-Kanal übertragen. Die Mönche betreiben außerdem den Instagram-Kanal Mönche in Neuzelle und eine eigene Website und veröffentlichen seit August 2024 den Podcast „Im Osten was Neues“ auf diversen Plattformen.

#### Veranstaltungen

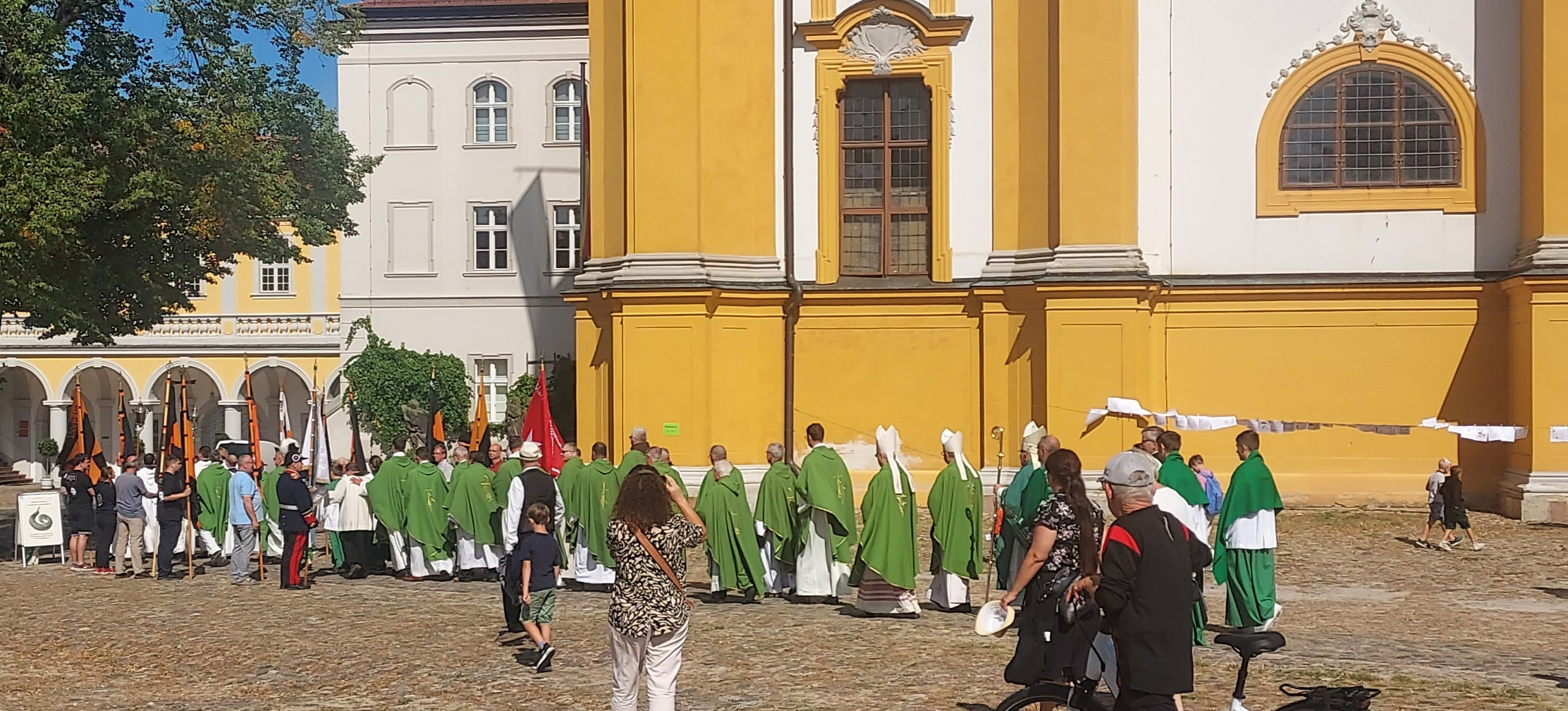
Auskehrprozession während der Bistumswallfahrt des Bistums Görlitz vom 1. September 2024

Die jährliche Neuzeller Märtyrerprozession im Andenken an die Märtyrer vom 10. September 1429 besteht seit den 1980er-Jahren.
Neuzelle ist Wallfahrtsort des Bistums Görlitz. Nachdem das Erzbistum Breslau infolge des Zweiten Weltkriegs zweigeteilt wurde, wurde für die deutschen Katholiken ihr bekannter Wallfahrtsort im schlesischen Grüssau unerreichbar. Daraufhin pilgerten zum ersten Mal gezielt Jugendliche auf Anregung des Jugendseelsorgers Heinrich Theissing Ende Juni 1947 nach Neuzelle. Auf seine Anregung entstand das Neuzeller Wallfahrtslied „Maria, Mutter, Friedenshort“, das bis heute gesungen wird. Der Wallfahrtsgottesdienst wird meistens auf dem historischen Stiftsgelände gefeiert und nicht in der Kirche. Konzelebranten sind neben deutschen in der Regel auch Bischöfe aus den polnischen Nachbarbistümern. Die Wallfahrt findet am ersten Septemberwochenende jeden Jahres statt.
Der Konvent beschäftigt sich vor allem an der Arbeit mit Jugendlichen. So findet auch jährlich eine Jugendwallfahrt nach Neuzelle statt. Zudem findet seit der Wiederbesiedelung des Klosters viermal jährlich eine Jugendvigil statt. Diese ist speziell für Jugendliche ausgerichtet und hat überregionale Bedeutung. Darüber hinaus veranstalten die Zisterzienser auch mehrmals im Jahr Jugendtage, bei denen es um die Stärkung der Gemeinschaft geht. Zudem werden Jugendführung auf dem Stiftsgelände für Schulklassen, Pfarreien und Firmgruppen sowie Kloster auf Zeit angeboten.
Seit 2022, mit Unterbrechung im Jahr 2024, findet jährlich ein Adoratio-Kongress statt. Dieser ist eine mehrtägige Veranstaltung mit Heiligen Messen, Anbetungen, Glaubenszeugnissen und Vorträgen. Er hat ebenfalls überregionale Bedeutung. So war zum Adoratio-Kongress 2023 der Bischof von Liegnitz Andrzej Siemieniewski als Hauptzelebrant einer Heiligen Messe eingeladen. Weiterhin hielt Margarita Beßler aus dem Bistum Augsburg während desselben Kongresses ihr Glaubenszeugnis ab und erläuterte ihr Projekt in ihrem Heimatbistum. Zudem sprach der niederländische Pater Diederik Duzijn MSE in einen Vortrag über die Eucharistie.
Die Zisterzienser zählen auch die Mission zu ihren Aufgaben.

#### Ökumenische Verständigung
Durch die Situation, dass die Mönche auf dem historischen Klostergelände in unmittelbarer Nähe zu dem evangelischen Ortspfarrer leben und arbeiten, bemühen sie sich um die ökumenische Verständigung. Demnach finden öfters gemeinsame Veranstaltungen und Gebetstreffen statt, etwa am 27. Mai 2020 für die Einheit der Christen und wiederholt zu Passionsprozessionen und -andachten.

#### Stundengebet
Der monastische Alltag, vor allem im Zisterzienserorden, ist geprägt von Messe und Stundengebet. Die Gebetszeiten sind öffentlich. Die Konventsmesse wird am Sonntag in lateinischer Sprache gefeiert. Die Stiftskirche St. Marien in Neuzelle dient zurzeit für die Stundengebete der Mönche.

### Kloster als Wirtschaftsbetrieb und Finanzierung
Der Konvent betreibt einen Klosterladen in der Stiftskirche in Neuzelle, außerdem einen Webshop, der neben religiösen Artikeln wie Rosenkränze oder Marienfiguren auch Bier verkauft. Die gesamte wirtschaftliche Aktivität des Klosters wird von der Via Monastica gGmbH getragen. Die Klosterbrauerei Neuzelle gehört nicht mehr zum Kloster, obwohl diese 1589 vom historischen Kloster Neuzelle gegründet wurde.
Derzeit (Stand 2024) werden die an den Bernhardshof angeschlossenen 2500 m² Ackerfläche verpachtet. Hinzu kommen Spenden sowie Mitgliedsbeiträge des Fördervereins und Förderungen des Bistums Görlitz in Höhe von einer Million Euro und einer sechsstelligen Summe seitens des Bonifatiuswerks.

## Förderverein und Josefsfreunde

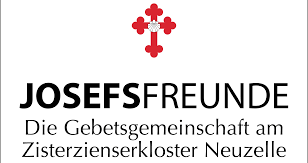
Wappen der Josefsfreunde

Im Dezember 2016 konstituierte sich der „Verein der Freunde und Förderer des Zisterzienserklosters Neuzelle“, der die Neugründung des Klosters sowie die Mönchsgemeinschaft unterstützt. Einer der stellvertretenden Vorsitzenden ist der Prior.
Am 1. Mai 2019, dem Festtag des heiligen Josef des Arbeiters, wurde die Gebetsgemeinschaft „Josefsfreunde“ gegründet, deren Zielsetzung der gegenseitige Beistand, die Unterstützung des Konventes und die Verehrung des heiligen Josef von Nazaret ist. Leiter des Gemeinschaft ist von Amts wegen der Prior des Klosters Neuzelle. Jährlich findet ein Gottesdienst am Festtag des heiligen Josef des Arbeiters mit den Josefsfreunden statt. Diese ist multikonfessionell und steht nicht nur Katholiken offen. Sie befindet sich in der Nachfolge der 1663 von Abt Alberich Burghoff gegründeten Neuzeller Josefsbruderschaft, die nach der Auflösung des historischen Klosters an Bedeutung verlor. Die Kapelle der Josefsfreunde ist wie die der Josefsbruderschaft die Josefskapelle in der Stiftskirche St. Marien in Neuzelle. Die ersten Ehrenmitglieder des kirchlichen Vereins sind beziehungsweise waren der emeritierte Papst Benedikt XVI. und sein Privatsekretär Erzbischof Georg Gänswein.

## Rezeption
Angesichts der Neugründung des Klosters im Jahr 2018 sagte die damalige Brandenburger Ministerin für Wissenschaft, Forschung und Kultur, Martina Münch: „[Die Wiederbelebung des Klosters] bereichert Neuzelle auch als Ort der Kultur und Bildung um eine religiöse und spirituelle Komponente, trägt zur weiteren, nachhaltigen Profilierung des Ortes bei und wird weitere Besucherinnen und Besucher anziehen“.

## Filme und Dokumentationen
- Die Mönche kommen, produziert von DW Deutsch, Januar 2018, 26 Min.
- Ein neues Kloster?!, Interview mit Pater Isaak, produziert von EWTN, August 2023, 7 Min.
- Mission Neuzelle - Ein neues Kloster für Brandenburg, produziert von rbb Doku, Januar 2024, 44 Min.
- Vom Stall zur Stille – Ein provisorisches Kloster entsteht, produziert von K-TV Katholisches Fernsehen, Mai 2024, 29 Min.